# Cantonul Tourteron
Cantonul Tourteron este un canton din arondismentul Vouziers, departamentul Ardennes, regiunea Champagne-Ardenne, Franța.

## Comune
| Comune             | Populație (1999) | Cod poștal | Cod INSEE |
| ------------------ | ---------------- | ---------- | --------- |
| Écordal            | 267              | 08130      | 08151     |
| Guincourt          | 95               | 08130      | 08204     |
| Jonval             | 81               | 08130      | 08238     |
| Lametz             | 77               | 08130      | 08244     |
| Marquigny          | 65               | 08390      | 08278     |
| Neuville-Day       | 154              | 08130      | 08321     |
| La Sabotterie      | 92               | 08130      | 08374     |
| Saint-Loup-Terrier | 154              | 08130      | 08387     |
| Suzanne            | 61               | 08130      | 08433     |
| Tourteron          | 186              | 08130      | 08458     |